# Jednoduchý opar

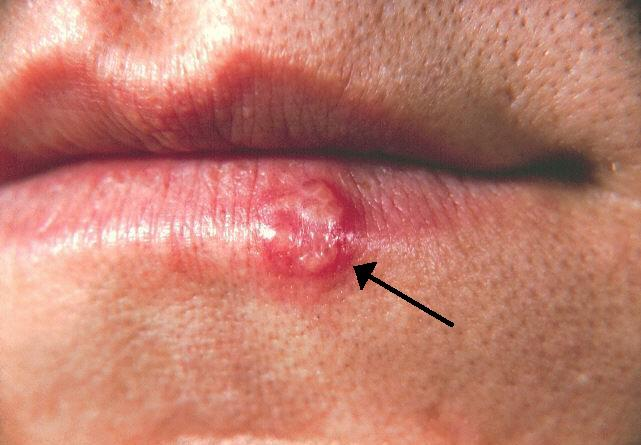
Opar na rtu

Jednoduchý opar (lat. Herpes simplex) je virové onemocnění způsobené skupinou herpes simplex virus postihující přirozeně pouze člověka. Přenáší se úzkým kontaktem nebo kapénkami. Nejčastější používané dělení je dle lokality výskytu na orální herpes a genitální herpes.
Orální herpes postihuje rty a obličej. Na rtech se projevuje ve formě drobných puchýřků. Častým projevem je také bolest v krku.
Genitální herpes se řadí mezi pohlavně přenosná onemocnění a u většiny (až 75 % postižených) je bez jakýchkoliv projevů. Nemocní však mohou onemocnění dále přenášet. Mezi projevy se řadí puchýřky a drobné vředy. Obě formy se zpravidla hojí do dvou až čtyř týdnů. Před výskytem onemocnění může docházet k svědění a bolesti.
Původce oparu, virus Herpes simplex má střídavě období aktivní infekce a období klidu, při kterém zůstává v axonech nervů v blízkostí prvního výskytu. Při vhodných podmínkách, kdy dochází ke snížení imunity, se virus může znovu projevit. První výskyt onemocnění bývá zpravidla nejzávažnější a s postupem času se projevy snižují. 
Herpes simplex má dva podtypy – HSV-1 a HSV-2, které se liší sérologicky (mají jiné antigeny), ale jsou si velmi geneticky podobné a mají nerozlišitelné projevy. HSV-1 častěji postihuje obličej a ústa, zatímco HSV-2 se častěji projevuje jako genitální opar. Ovšem toto dělení není pravidlem a HSV-1 i HSV-2 se mohou vyskytovat v obou lokalitách. Infekcí HSV-1 jsou ohroženi obzvláště lidé, kteří praktikují orální sex a s tímto onemocněním se dosud nesetkali.
Genitální opar se může přenášet i na novorozence během porodu. Tento stav se označuje jako neonatální (novorozenecký) herpes. 
Opar je většinou diagnostikován na základě klinických projevů. Diagnostika může být potvrzena detekcí virové DNA z tekutiny puchýřků. 
Léčba je zpravidla zaměřena na jednotlivé příznaky.
Genitální opar není možné zcela vyléčit a ke snížení rizika přenosu je nutné používat antivirotika. Proti tomuto onemocnění není dostupné očkování.  

## Stadia oparu
Existuje 5 postupných stadií oparu:
- 1. den – fáze brnění, pocit pnutí.
- 2.–3. den – fáze vřídku, opar se dere na povrch jako shluk malých vřídků. Vřídky mají nažloutlou barvu a obsahují hnis.
- 4. den – vřídky prasknou, vyteče z nich tekutina. Tato fáze může být velmi bolestivá.
- 5.–8. den – vytvoří se strup, který však často praská. To může být způsobeno přílišným otevíráním úst. Strup poté svědí, pálí, může z něj vytékat i krev.
- 8.–12. den – opar se postupně ztrácí, může však po něm zůstat zarudlé místo nebo jizva.

## Diagnostika infekce
V současné době existují pouze dvě diagnostické soupravy, ELISA-VIDITEST a IF-VIDITEST anti-HSV 1+2. Jsou určeny k diagnostice chorob vyvolaných nebo spojených s HSV1 nebo HSV2, např. genitálního a labiálního herpesu, herpetické gingivostomatitidy, herpetické keratokonjunktivitidy včetně infekcí provázených neurologickými komplikacemi (encefalitida, meningitida, zánětlivé neuropatie a polyneuropatie). Soupravu lze též využít k diferenciální diagnostice neuroinfekcí, očních infekcí a kožních exantémových onemocnění. Nerozlišuje typ HSV1 a HSV2.